# Andros Patria
Die Andros Patria war ein griechischer Öltanker, der am 31. Dezember 1978 nordwestlich von Spanien  in Brand geriet, wobei rund 50.000 Tonnen Öl ausliefen.

## Geschichte

### Der Unfall
Der Tanker Andros Patria der United Shipping & Trading Company of Greece aus Piräus befand sich im Dezember 1978 auf einer Reise mit 208.000 Tonnen Rohöl der Sorte Iraqi heavy crude von Charg nach Rotterdam. Gegen 18:20 Uhr am 31. Dezember entwickelte das Schiff im Schlechtwetter vor Kap Finisterre einen Riss in der Außenhaut, durch den Öl auslief. Etwa zwei Stunden später ereignete sich eine Explosion am gerissenen Tank 3 des Schiffes, der die auslaufende Ölladung des Schiffes in Brand setzte. Das Schiff forderte zunächst ein Abbergen der Besatzung durch einen Helikopter an, 34 der 37 Personen an Bord, darunter der Kapitän, dessen Frau und ihr zweijähriger Sohn und Teile der Besatzung, verließen das Schiff jedoch bald darauf mit einem Rettungsboot. Das Boot kenterte in der schweren See, wobei alle Personen ums Leben kamen. Die restlichen drei Personen an Bord konnten einen Tag später durch einen Helikopter gerettet werden. Am 4. Januar 1979 kam ein Bergungsteam an Bord des Schiffes und der Havarist wurde später in Schlepp genommen. Weil Spanien, Portugal, Frankreich und Großbritannien ein Befahren ihrer Hoheitsgewässer durch den Havaristen ablehnten, wurde die Andros Patria bis ins Seegebiet südlich der Azoren geschleppt und die verbleibende Ladung bis zum 9. Februar 1979 auf See geleichtert. Danach erlaubte Portugal, dass der jetzt leere Tanker nach Lissabon gebracht wurde. In Lissabon angekommen erklärten die Versicherer das Schiff zum konstruktiven Totalverlust. Die Andros Patria wurde zum Abbruch veräußert und ab dem 19. Juni 1979 in Barcelona verschrottet.

### Ölverschmutzungen
Es traten rund 50.000 Tonnen Öl aus, die aufgrund des schlechten Wetters keinen Ölteppich auf offener See bildeten. Das ausgetretene Öl wurde chemisch behandelt und löste sich auf natürliche Weise auf.